# Frank Loomis
Frank Loomis (Estados Unidos, 22 de agosto de 1896-4 de abril de 1971) fue un atleta estadounidense, especialista en la prueba de 400 m vallas en la que llegó a ser campeón olímpico en 1920.

## Carrera deportiva
En los JJ. OO. de Amberes 1920 ganó la medalla de oro en los 400 m vallas, empleando un tiempo de 54.0 segundos que fue récord del mundo, llegando a meta por delante de sus compatriotas los también estadounidenses John Norton y August Desch (bronce con 54.7 segundos).